# 拉脱维亚人名
拉脱维亚人名的组成和大多数欧洲人名一致，包括名字和姓氏两部分，顺序是名前姓后。如今为子女取多个名字（即中间名）的现象也已经比较普遍。
拉脱维亚人名拥有易于辨识的后缀。大部分男子名以第一或第二变格的阳性后缀“-s/-š”或“-is”结尾，还有一些外来名以无屈折变化后缀“-o”结尾，少数以第三变格阳性后缀“-us”结尾。女子名一般以第四或第五变格的阴性后缀“-a”或“-e”作结。姓氏同样遵循这个规则。例如男名亚尼斯·卡尔宁什（Janis Kalninš），女名耶莱娜·卡尔妮娜（Jelena Kalnina）。
拉脱维亚人名还有呼格形式和作为昵称的指小形式。以近百年来都十分常见的人名亚尼斯（Jānis，最早的书面文献形式出现于1290年）为例，其呼格是亚尼（Jāni），指小昵称是亚尼特（Jānīt）。

## 拼写
拉脱维亚人名的拼写必须遵循拉脱维亚语正字法的规则，这意味着当拉脱维亚人拥有外国姓氏或名字时，也要将之按照正字法作改写，并加上对应的后缀。例如，热拉尔·德帕迪约（Gerard Depardieu）改写为Žerārs Depardjē，华金·菲尼克斯（Joaquin Phoenix）改写为Hoakins Fīnikss，唐纳德·特朗普（Donald Trump）改写为Donalds Tramps。拉脱维亚有许多来自俄语的姓名，亦自然要循例作出改写，例如弗拉季斯拉夫·卡扎诺夫（Vladislav Kazanov）改写为弗拉季斯拉夫斯·卡扎诺夫斯（Vladislavs Kazanovs）。
这个规则是拉脱维亚法律所规定的，为此，过去几十年内至少有六起诉讼与此规定相关。大部分拒绝改写姓名的原告方都是俄罗斯裔；此外的例子还有：一位嫁给外籍人士的拉脱维亚女子，不满其丈夫的姓名在拉脱维亚官方文档中被改写姓名而对当局提出诉讼；一对拉脱维亚夫妇希望为自己的孩子取名Otto（而非合乎正字法的Oto）而提起诉讼；一位拉脱维亚籍的俄罗斯犹太人列昂尼德·赖曼（Leonid Raihman）拒绝改写姓名，而将拉脱维亚当局诉讼至联合国人权理事会。

## 家庭关系
传统上，拉脱维亚人遵循子承父姓，已婚女子从夫姓的习俗。女子从夫姓后，丈夫姓氏的阳性后缀改为阴性。不过西欧的拉脱维亚裔并不一定会改写后缀。

## 历史
拉脱维亚在13世纪皈依基督教，在此之前，人们取名一般会使用代表自然事物的名词，如伊尔贝（Irbe，鹧鸪）、拉齐斯（Lācis，熊）、叶娃（Ieva，樱桃树）、阿贝莱（Ābele，苹果树）。许多这类名字后来都变成了姓氏。随着基督教的传播，拉脱维亚人逐渐改用基督教名，如玛丽亚（Marija）、安娜（Anna）、彼得里斯（Pēteris）等。路德宗牧师克里斯托夫·哈德（Christoph Harder）还创制了许多有美德涵义的新教名，如迪耶夫米利斯（Dievmīlis，敬爱上帝者）、斯特拉杜利斯（Strādulis，勤奋劳作者）、热利特（Žēlite，悲悯者）、斯凯德里特（Skaidrīte，明晰者）。
这些来自拉脱维亚语的名字在外国统治时期，会以外语的等价形式出现在官方文档中。例如代表山峰的卡伦斯（Kalns）会写作德语的贝格（Berg）。在后来的去德语化运动中，又阴差阳错新造出一些名字，如道格曼特斯（Daugmants）的德语化形式是道格曼（Daugmann），这个名字在去德语化过程中又改写为道格马尼斯（Daugmanis）。
拉脱维亚农奴在废除农奴制之后才拥有姓氏，此前只有贵族、手工业自由民和城市居民有姓氏。因此，历史最悠久的拉脱维亚姓氏都来自德语或低地德语，加上拉脱维亚语的后缀。例如，来自德语迈尔（Meier）的梅耶尔斯（Meijers）和梅耶蕾（Meijere）；来自德语米勒（Müller）的米勒斯（Millers）和米勒蕾（Millere）；来自德语施密特（Schmidt）的什米特斯（Šmits）和什米特（Šmite）。还有一些来自波兰语和白俄罗斯语的姓氏，原有的斯拉夫式后缀斯基（-ski）、茨基（-cki）、奇克（-czyk）、维奇（-vich/-wicz）会再加上拉脱维亚后缀，变为斯基斯（-skis）、茨基斯（-ckis）、奇克斯（-čiks）、维奇斯（-vičs）。例如索科洛夫斯基斯（Sokolovskis）、索科洛夫斯卡（Sokolovska）、巴尔敦奇克斯（Baldunčiks）、巴尔敦奇卡（Baldunčika）、拉特克维奇斯（Ratkevičs）、拉特克维恰（Ratkeviča）。农奴制废除后，拉脱维亚农民也有了姓氏，大部分是指小词，例如卡尔宁什（Kalniņš，小山）、贝尔津什（Bērziņš，小桦树）。
在帝俄和苏联统治时期，拉脱维亚姓名会在官方文档中进行俄语化改写，而且遵循俄罗斯人名的三名法：名、父名、姓氏。名字的性别后缀也会被去除。例如，诗人伊曼特斯·济耶多尼斯（Imants Ziedonis）的姓名在官方文档中会写作伊曼特·亚诺维奇·济耶多尼斯（Имант Янович Зиедонис）。
进入20世纪，拉脱维亚在战间期的独立时期，尤其是在乌尔马尼斯独裁统治期间，盛行民族主义运动，波罗的海德意志人大多离开拉脱维亚，许多德语名或带有德语元素的名字都改写为拉脱维亚语形式。例如当时的内政部长科尔内利斯·韦特马尼斯（Kornēlijs Veitmanis）将姓氏改为韦德尼耶克斯（Veidnieks）。

## 常见姓名
下表给出最常见的拉脱维亚姓名排行。姓氏的写法以阳性后缀为准。拉脱维亚三分之一的人口为东斯拉夫裔（俄罗斯人、乌克兰人和白俄罗斯人），如果算入这些人口的姓名，常见的俄罗斯名字亚历山大（Александр）的拉脱维亚语形式亚历山大斯（Aleksandrs）便是使用人数第二多的名字。
| 序号 | 男子名              | 女子名                 | 姓氏                  |
| ---- | ------------------- | ---------------------- | --------------------- |
| 1    | 亚尼斯（Jānis）     | 安娜（Anna）           | 贝尔津什（Bērziņš）   |
| 2    | 安德里斯（Andris）  | 克里斯蒂娜（Kristīne） | 卡尔宁什（Kalniņš）   |
| 3    | 尤里斯（Juris）     | 伊内塞（Inese）        | 奥佐林什（Ozoliņš）   |
| 4    | 埃德加斯（Edgars）  | 因加（Inga）           | 扬松斯（Jansons）     |
| 5    | 马里斯（Māris）     | 伊尔泽（Ilze）         | 奥佐尔斯（Ozols）     |
| 6    | 艾瓦尔斯（Aivars）  | 莉加（Līga）           | 利耶平什（Liepiņš）   |
| 7    | 马丁什（Mārtiņš）   | 达采（Dace）           | 克鲁明什（Krūmiņš）   |
| 8    | 彼得里斯（Pēteris） | 阿妮塔（Anita）        | 巴洛迪斯（Balodis）   |
| 9    | 伊瓦尔斯（Ivars）   | 玛丽亚（Marija）       | 埃格利蒂斯（Eglītis） |
| 10   | 瓦尔迪斯（Valdis）  | 伊韦塔（Iveta）        | 彼得松斯（Pētersons） |